# The State of Massachusetts
The State of Massachusetts (в пер. с англ. «Штат Массачусетс») — сингл знаменитой бостонской панк-рок группы Dropkick Murphys вышедший 4 февраля 2008 года. Заглавная песня стала одной из самых известных у коллектива.

## История
Сингл был выпущен на семидюймовом виниле и на компакт-дисках. Он содержит четыре музыкальных композиции. Заглавный трек «The State of Massachusetts» также вошёл в альбом The Meanest of Times, а остальные три вошли в ограниченное издание альбома и версию для iTunes.
Первый сингл с пластинки «The State of Massachusetts» стал одной из 100 наиболее часто проигрываемых песен в эфире радио современного рока (US modern rock radio) в США в октябре 2007 года. Также в октябре песни добавлены плей-лист-18 на станции альтернативного рока. К январю 2008 года песня стала одной из песен Большой 60-ки альтернативного рока в Соединенных Штатах. Композиция заняла 83-е место по версии журнала Rolling Stone в списке 100 лучших песен 2007 года. Кавер-версия песни «The State of Massachusetts» стала доступна для скачивания в видеоигре Guitar Hero II. Эта песня стала также саундтреком в передаче по MTV «Цирк Нитро».
Темой песни является воздействие наркотиков на отдельных лиц и членов их семей. Песня стала популярной и часто исполнялась во время матчей бостонской бейсбольной команды Ред Сокс и хоккейного клуба Бостон Брюинз.
Клип на «The State of Massachusetts» был снят на месте одного из крупнейших убежищ для бездомных вблизи Бостона в Лонг-Айленде.

## Список композиций

### Сторона 1
1. The State Of Massachusetts
2. The Thick Skin Of Defiance

### Сторона 2
1. Breakdown
2. Forever